# Universiteit van Keulen
De Universiteit van Keulen (Duits: Universität zu Köln) is een universiteit in de Duitse stad Keulen. De oorspronkelijke universiteit werd opgericht in het jaar 1388, waarmee zij tot de oudste universiteiten van Europa behoorde. Deze universiteit bleef bestaan tot 1798. De nieuwe Universiteit van Keulen werd in 1919 opgericht.

## Geschiedenis
De Universiteit van Keulen werd op 21 mei 1388 als vierde universiteit van het Heilige Roomse Rijk opgericht. Alleen de Karelsuniversiteit (Praag, 1348), de Universiteit Wenen (Wenen, 1365) en de Ruprecht Karl Universiteit (Heidelberg, 1386) gingen de Keulse universiteit voor. Het initiatief voor een universiteit kwam van het bestuur van de stad Keulen, dat ook de kosten voor zijn rekening nam. Op 28 april 1798 werd de universiteit door de Fransen gesloten; zij richtten de nieuwe Université de Cologne op.
In de loop van de 19e eeuw mislukten pogingen van de stad en haar burgers om een nieuwe universiteit te stichten. Pas in 1919 lukte het om de Pruisische regering te overtuigen. De universiteit zou de plaats gaan innemen van de in 1901 opgerichte Handelshogeschool, de in 1904 opgerichte Academie voor Praktische Geneeskunde en de in 1912 opgerichte Hogeschool voor Gemeentelijke en Sociale Administratie. In 1929 begon de bouw van het nieuwe hoofdgebouw van de universiteit.
In 1925 was de Universiteit van Keulen na de Humboldt Universiteit Berlijn de op een na grootste universiteit van Duitsland. Aan het begin van de 21e eeuw was ze met een kleine voorsprong op de Ludwig Maximilian Universiteit in München de grootste van het land.

## Faculteiten
De universiteit bestaat uit zes faculteiten:
- Faculteit der economische en sociale wetenschappen
- Faculteit voor rechten
- Geneeskundige faculteit
- Filosofische faculteit
- Faculteit voor wiskunde en natuurwetenschappen
- Faculteit voor menswetenschappen

## Bekende docenten en studenten

### Bekende (oud)docenten
- Kurt Alder (1902-1958), Nobelprijswinnaar scheikunde in 1950
- Radulf van der Beeke (†1403), kanunnik in Tongeren, 1 jaar rector van de universiteit van Keulen
- Peter Grünberg (1939-2018), Nobelprijswinnaar natuurkunde in 2007
- Maarten Koornneef (1950), botanicus
- Heinz Rennenberg (1949), botanicus

### Bekende (oud)studenten
- Johannes Althusius (1563-1638), humanistisch rechtsgeleerde
- Gerhard Baum (1932-2025), Duitse minister van binnenlandse zaken
- Karin Beier (1965), theaterregisseur
- Heinrich Böll (1917-1985), schrijver
- Klaus vom Bruch (1952), kunstenaar
- Peter Grünberg (1939-2018), Nobelprijswinnaar natuurkunde in 2007
- Lothar van Metternich (1551-1623), keurvorst-aartsbisschop van Trier
- Károlos Papúlias, (1929-2021) president van Griekenland
- Johan Sickinghe (1495-1572), burgemeester van Groningen en procurator der Germaanse natio aan de Universiteit van Orléans
- Marietta Slomka (1969), journaliste
- Ulrich Walter (1954), astronaut
- Anne Will (1966), journaliste

Aken · Augsburg · Bamberg: Otto-Friedrich · Bayreuth · Berlijn (Vrije Universiteit · Humboldt · Technische Universiteit · Kunsten) · Bielefeld · Bochum · Bonn · Braunschweig · Bremen (Universiteit Bremen · Jacobs University) · Chemnitz · Clausthal · Cottbus-Brandenburg · Darmstadt · Dortmund · Dresden · Duisburg-Essen · Düsseldorf: Heinrich Heine · Eichstätt-Ingolstadt · Erfurt · Erlangen-Neurenberg: Friedrich-Alexander · Frankfurt am Main · Frankfurt an der Oder: Europa · Freiberg · Freiburg · Gießen · Göttingen: Georg August · Greifswald: Ernst Moritz Arndt · Hagen · Halle-Wittenberg: Martin Luther · Heidelberg: Ruprecht Karls · Hamburg (Hamburg · HafenCity · Hamburg-Harburg · Helmut Schmidt) · Hannover (Hannover · Medische Hogeschool) · Hildesheim · Hohenheim · Ilmenau · Jena: Friedrich Schiller · Kaiserslautern · Karlsruhe · Kassel · Keulen · Duitse Sporthogeschool Keulen · Kiel: Christian Albrechts · Koblenz-Landau · Konstanz · Leipzig · Lübeck · Lüneburg: Leuphana · Magdeburg: Otto von Guericke · Mainz: Johannes Gutenberg · Mannheim · Marburg: Philipps · München (Ludwig Maximilians · Technische Universiteit · Oekraïense Vrije Universiteit · Universiteit van het Bondsleger) · Münster · Oldenburg: Carl von Ossietzky · Osnabrück · Paderborn · Passau · Potsdam · Regensburg · Reutlingen · Rostock · Saarbrücken · Siegen · Stuttgart · Trier · Tübingen: Eberhard-Karls · Ulm · Vechta · Weimar: Bauhaus · Witten: Herdecke · Wuppertal · Würzburg: Julius Maximilians